# Steve Kaufmann
Steve Kaufmann (Svédország, 1945. október 8. –) kanadai poliglott, aki 2025-ban 20 nyelven érteti meg magát, különböző mértékben.

## Háttér
Kaufmann Svédországban született 1945-ben zsidó szülők gyermekeként, akik a csehszlovákiai Prostějov városból származtak, amely jelenleg a Cseh Köztársasághoz tartozik. Szülei két/háromnyelvűek voltak csehül és németül is beszéltek a jiddisen felül. Ötéves korában, 1951-ben a család a kanadai Montréalba költözött, ő ott nőtt fel.  1962 júniusában Kaufmann felhagyott munkájával az építőiparban, és hajót keresett a kikötőben, amelyen dolgozhatna cserébe azért, hogy Európába vigyék. Harmadik kísérletére a Gerda Schell német gőzös fedélzetén kapott munkát, amely elveszített egy tengerészt Quebec Cityben. Tíz nappal később megérkezett Londonba. Egy hét elteltével kompra szállt Doverben, és a belgiumi Ostendében szállt le, mielőtt Franciaországba indult volna. Egy évet Grenoble-ban töltött, majd a L'Institut d'Études Politiques-ban (Párizsi Politikai Tanulmányok Intézete) politikát, majd Párizsban franciát tanult. 
Tanulmányai után autóstoppolt Európán keresztül, alapvető nyelvtudásra szert téve Spanyolországban, Olaszországban és Németországban. Ezt követően csatlakozott a kanadai diplomáciai szolgálathoz, ahol 1969-ben Hongkongban a mandarin nyelvet nappali tagozatos tanulmányok során egy éven belül folyékony szinten megtanulta. Amikor az 1970-es évek elején újra kiküldték Kanada japán nagykövetségére, meg kellett tanulnia japánul is.
Kereskedelmi biztosi szerepéből kilépve, nyelvtudását a kereskedelemben kamatoztatta, Kilenc évig Japánban élt. Későbbi életében, több nyelvet is elkezdett tanulni.

## Aktuális munkája
Kaufmann konferenciákon jelenik meg, hogy beszéljen nyelvtanulási technikáiról és képességeiről. Számos közösségi média-csatornát is üzemeltet, amelyekben megvitatja a nyelvtanulással kapcsolatos tapasztalatait és a javasolt technikákat,  és a nyelvtanulók segítésére összpontosít bennük.
Az észak-amerikai poliglottszimpózium egyik alapító szervezője volt. Kaufmann azért utazgat, hogy nyelveket tanuljon, és már számos interjút adott a világ különböző televíziós csatornáin, olyan nyelveken, mint a kínai, az orosz és az ukrán. Rendszeres munkatársa a Huffington Postnak. 

## Nyelvtanulása
„A nyelvtanulás legjobb módja az, ha nagyjából elsajátítjuk azt hallgatással és olvasással, amelyek erős tanítók. Ha el tudjuk olvasni a könyveket, ismerjük a nyelvet. Egy nyelv megismerése sok időt vesz igénybe, és sok interakciót igényel – és ennek nagy részét mindenkinek egyedül kell töltenie. Szerintem jobb a megértésen és a szókincsen dolgozni anélkül, hogy nyomást gyakorolnánk a nyelv reprodukálására (beszéd által).
Kaufmann on language learning.”

Kaufmann eddig több mint 50 évet töltött nyelvtanulással. A tanulási folyamatban való teljes elmélyülést támogatja.   Nagy hangsúlyt fektet arra, hogy a tanuló a nyelvet szövegek olvasásával és audiovizuális anyagok hallgatásával szívja magába, és ne törődjön túl sokat az ismeretlen szavakkal, hisz az ismételt olvasás során fokozatosan úgyis elsajátítja őket. Bár támogatja az olyan technikák használatát, mint a nyelvi kártyák a nehéz szavak memorizálására, tanulási idejének nagy részét anyanyelvi beszélők hallgatására és szövegek olvasására fordítja. Különösen szívesen olvas az általa tanult nyelv országának vagy régiójának történetéről szóló könyveket annak nyelvén. Jobban szereti, ha nincs fix napirendje nyelvtanuláskor. Más feladatok elvégzése közben szívesen hallgat a célnyelven szöveget. Megállapítja, hogy az életkor nem feltétlenül akadályozza a nyelvtanulást, és az idősek is ugyanúgy tanulhatnak nyelvet, mint a fiatalok. A hibákat a tanulási folyamat természetes velejárójának tekinti, és úgy véli, hogy az emberek még akkor is folyékony beszédűnek tekinthetők, ha közben nyelvtani hibákat ejtenek.
Kaufmann 60 éves korában kezdett oroszul, a 9. nyelven tanulni. 2025-ra már a  20. nyelvig jutott el, bár jelentősen eltérő szinteken. Kijelentette, hogy ritkán ír azokon a nyelveken, és az elsajátított nyelvek újralátogatása, amelyeken már nem szokott társalogni, kezdetben kihívást jelenthet, amikor anyanyelvi beszélővel érintkezik.
2023 májusától Kaufman eltérő mértékben beszéli a következő nyelveket:
- angol
- francia
- mandarin
- kantoni
- japán
- koreai
- orosz
- svéd
- német
- olasz
- spanyol
- portugál
- ukrán
- cseh
- szlovák
- román
- lengyel

Görögül és törökül is tanult, jelenleg pedig az arab és a perzsa nyelv foglalkoztatja, miközben időt szán arab tévésorozatok és az Al-Dzsazíra híreinek hallgatására, valamint az arab és perzsa történelemről szóló könyvek olvasásával.
A nyelvelsajátítás kiemelkedő tudósa, Stephen Krashen Kaufmann nyelvtanuláshoz való hozzáállását, valamint más többnyelvűekét, például Lomb Katóét tanulmányozta. Azt állítja, hogy Kaufmann és más poliglottok sikere az ő második nyelv tanulásával kapcsolatos elképzeléseinek független támogatása, és Kaufmann megközelítését modellnek tekinti más nyelvtanulók számára. Kaufmannt „nagyon jó, nem kérdés”-nek méltatta, és azt mondta, hogy „ő volt a nyelvterapeutám, segített nekem”. 

## Fordítás
- Ez a szócikk részben vagy egészben  a   Steve Kaufmann című angol Wikipédia-szócikk ezen változatának fordításán alapul.  Az eredeti cikk szerkesztőit annak laptörténete sorolja fel. Ez a jelzés csupán a megfogalmazás eredetét és a szerzői jogokat jelzi, nem szolgál a cikkben szereplő információk forrásmegjelöléseként.